# Afrocarum imbricatum
Afrocarum imbricatum là một loài thực vật có hoa trong họ Hoa tán. Loài này được (Schinz) Rauschert mô tả khoa học đầu tiên năm 1982.